# Rich County
Rich County är ett administrativt område i delstaten Utah, USA.  År 2010 hade countyt 2 264 invånare. Den administrativa huvudorten (county seat) är Randolph. 

## Geografi
Enligt United States Census Bureau har countyt en total area på 2 813 km². 2 664 km² av den arean är land och 150 km² är vatten. 

### Angränsande countyn
- Cache County - väst
- Weber County- sydväst
- Morgan County - sydväst
- Summit County - syd
- Uinta County - sydöst
- Lincoln County - nordöst
- Bear Lake County - nord